# Let Ryanair 4978
Během pravidelného letu Ryanair 4978 na lince z Athén do Vilniusu dne 23. května 2021 bylo letadlo Boeing 737-8AS (registrace SP-RSM) v běloruském vzdušném prostoru – těsně před jeho opuštěním – donuceno stíhačkou MiG-29 Běloruského letectva přistát v Minsku. Tam došlo k zadržení Ramana Prataseviče, běloruského opozičního aktivisty a novináře žijícího v litevském exilu, a jeho přítelkyně ruské národnosti Sofije Sapegaové. Jako záminka bylo využito podezření pro bombu na palubě. Raman Pratasevič byl následně vzat do vazby a hrozí mu trest za údajný terorismus. Jeho zatčení přišlo jako důsledek jeho práce pro informační kanál Nexta, přes který nezávisle informoval o dění v Bělorusku během protirežimních protestů v letech 2020 až 2021.

## Dění předcházející odklonu letadla
Podle pozdějších zjištění řeckých tajných služeb sledovali nejméně tři běloruští nebo ruští tajní agenti Prataseviče už od jeho příjezdu na konferenci do Atén a pokračovali v tom i v době, kdy se svou přítelkyní Sofijí Sapegovou odletěli na Krétu na dovolenou, a to až do odletu z Atén do Vilniusu. Vyplývá to z analýzy záběrů bezpečnostních kamer z hotelů a letiště. Šlo o zpravodajce s ruskými pasy a řecký ministr vnitra byl přesvědčen, že muži jednali jménem Běloruska a že právě oni dali na palubě letadla potvrzení Pratasevičovy identity a přítomnosti v době přeletu přes běloruský vzdušný prostor.
O domněnce, že byl sledován Pratasevič už před nástupem do letadla, psal i nezávislý kanál Nexta, jehož byl Pratasevič šéfredaktorem. Uvedl, že Pratasevič sám mluvil o tom, že ho někdo pravděpodobně pronásleduje. Neznámý muž stojící ve frontě na letišti za ním se mu podle jeho slov pokoušel vyfotit doklady. Popsal i jeho vizáž plešatého muže středního věku, s koženým kufrem a v tričku a světlých kalhotách. Po pokusu vyfotit doklady se muž vzdal svého místa ve frontě a rychle odešel.

## Odklonění letadla
Dne 23. května 2021 byl pravidelný let 4978 (Athény–Vilnius) odkloněn do Minsku na základě falešného podezření na přítomnost bomby v letadle. To let obdržel, když se pohyboval 45 km jižně od Vilniusu a 90 km západně od Minsku, ale přitom ještě v běloruském vzdušném prostoru. Piloti byli podle aerolinky informováni běloruskými úřady o „potenciálním bezpečnostním problému na palubě“ a bylo jim nařízeno, aby přistáli v Minsku. Posádce nebylo umožněno spojit se s aerolinkami a poradit se o nouzovém přistání. Na palubě letadla bylo 171 cestujících.
Běloruská televize později zveřejnila svou verzi přepisu komunikace mezi dispečery a piloty, jehož důvěryhodnost ale nebyla ověřena a přepis tak budí určité otázky. Litva a Ryanair své přepisy nezveřejnily. Z běloruské verze přepisu vyplývá, že let překročil hranice Běloruska v neděli 23. května okolo 12.30 (DVEČ) a ve stejný čas poprvé přišel kontakt s minskými dispečery.
| „ | Máme informaci od speciálních služeb, že máte na palubě bombu. Mohla by být aktivována nad Vilniusem | “ |
| — Zpráva minského dispečera pro piloty během prvního kontaktu s letadlem při vstupu do běloruského vzdušného prostoru | |   |

Piloti se snažili tuto informaci ověřit a začali se doptávat na podrobnosti, nicméně dispečeři doplnili jen to, že informaci mají od letištní služby, které ji předaly speciální služby. Na dotaz, o jaké letiště šlo uvedli, že výhrůžný e-mail dostalo více letišť a že e-mail byl v angličtině a zaslaný skrze šifrovanou schránku, přičemž jeho autorem je hnutí Hamás. Lukašenko k tomu později doplnil, že tento e-mail přišel ze Švýcarska, které ale uvedlo, že o žádném varování před bombou v daném letu neví. Další nesrovnalost přinesly The Dossier Centre, server The Daily Beast a týdeník Der Spiegel, které při analýze důkazů zjistily, že předmětný e-mail měl přijít do schránky ministerstva nejdříve ve 12:57, tedy o 27 minut později, než dispečeři informovali o hrozbě letadlo.
12:41, tedy 11 minut po prvním kontaktu, piloti opět požádali o další podrobnosti a ptali se, jestli doporučení odklonit letadlo do Minsku přišlo z Atén, z Vilniusu nebo od společnosti Ryanair, načež jim dispečink odpověděl, že jde o doporučení minského letiště. Ve 12:45 dostali piloti červený kód, tedy varování o trvajícím vážném nebezpečí. Ještě dvě minuty kapitán trval na původní trase, ale nakonec přistoupil na běloruské doporučení a změnil trasu. To bylo asi čtvrt hodiny před plánovaným přistáním ve Vilniusu, nedaleko bělorusko-litevských hranic, a přitom dál od Minsku než od Vilniusu.
| „                                                   | Vyhlašujeme pohotovost... MAYDAY, MAYDAY, MAYDAY... naším záměrem bude odklonit let na letiště v Minsku. | “ |
| — Nouzové hlášení pilota po obdržení červeného kódu | |   |

## Zatčení Ramana Prataseviče a jeho přítelkyně
K přistání v Minsku došlo ve 13:15. Následovala prohlídka letadla, při které se žádná bomba nenašla. Šestadvacetiletý běloruský opoziční aktivista Raman Pratasevič, který je běloruskou vládou obviňován z několika zločinů, byl po přistání v Minsku vyveden z letadla a zatčen. Zatčena byla i jeho přítelkyně Sofia Sapegaová. Letadlo potom odletělo do původní cílové destinace, kde přistálo s více než sedmihodinovým zpožděním.
Podle vyjádření Svjatlany Cichanouské z té doby může Pratasevič v Bělorusku „čelit trestu smrti“; jiný zdroj uvedl, že Pratasevičovi hrozí 15 let vězení.

### Nesrovnalosti a politické pozadí únosu
Podle běloruských představitelů přikázal běloruský president Alexandr Lukašenko osobně, aby byl let přesměrován do Minsku, a poslal běloruskou stíhačku MiG-29 jako doprovod. Ryanair i běloruská policie následně potvrdily, že na palubě nebyly nalezeny žádné výbušniny.
| „                        | My, bojovníci Hamásu, požadujeme, aby Izrael přestal útočit v Pásmu Gazy a aby Evropská unie stáhla svoji podporu Izraele v této válce. V letadle je bomba. Pokud se nezařídíte podle našich požadavků, vybuchne 23. května nad Vilniusem. | “ |
| — Údajná pohrůžka Hamásu | |   |

Vedle Prataseviče a jeho přítelkyně nepokračovali do koncové destinace ještě další čtyři cestující, přestože měli zakoupené letenky.
Server Nexta, kde dělal Pratasevič před zatčením šéfredaktora a který je v Bělorusku zařazen mezi extremistické, přišel na konci května s novými informacemi, podle nichž odpovídá časově sepsání dopisu s výhrůžkou bomby v letadle na návštěvu Svjatlany Cichanovské v Aténách. Výhrůžný e-mail odeslaný přes šifrovanou službu ProtonMail byl vytvořen 14. května, tedy 9 dní před incidentem, což této době odpovídá. Server tak usuzuje, že původním terčem mohla být právě Cichanovská.
Běloruský prezident Alexandr Lukašenko opakovaně uvedl, že za odkloněním letadla stála výhrůžka hnutí Hammás jeho výbuchem. Organizace The Dossier Centre, server The Daily Beast a týdeník Der Spiegel ale společně zjistily, že zpráva o bombě na palubě přišla na e-mail minského letiště ve 12:57 místního času. Přitom běloruské ministerstvo dopravy o ní informovalo už ve 12:30 a letadlo zamířilo do Minsku ve 12:47.
Na palubě bylo před odklonem 171 cestujících, ale po něm už jen 165. Kromě dvou zatčených letadlo opustily ještě další 4 lidé. Jeden z lídrů běloruské opozice Pavel Latuško uvedl, že šlo o Rusy. Šéfredaktor informačního kanálu Nexta šlo o příslušníky běloruské KGB, kteří si novináře fotili. Po vstupu do běloruského vzdušného prostoru měli podle Nexty vyvolat konflikt s posádkou a přesvědčovat ji, že na palubě je bomba.
V prosinci 2021 se v New York Times objevila informace, že dispečer, který oznamoval letu podezření na bombový útok, Gruzínec Oleg Galegov zaměstnaný jako dispečer v Minsku, v létě v rámci uprchlické vlny z Běloruska uprchl do Polska. Polským službám poskytl solidní důkazy potvrzující předešlou domněnku, že odklon letadla byl součástí běloruské akce s cílem zadržet Ramana Prataseviče. Z jeho výpovědi vyplývá, že v řídícím středisku byla přítomna osoba z KGB, která byla neustále s někým v kontaktu a informovala jej o průběhu letu. V klíčový okamžik potom převzala kontrolu nad operací. Samotný příkaz pro stíhačku doprovodit letadlo na letiště přitom vydal podle běloruské tiskové agentury sám Lukašenko.

### Osud Prataseviče po zadržení
Raman Pratasevič se po zatčení, 24. května 2021 objevil na videu, kde se doznal k organizaci nepokojů v Bělorusku. Pratasevič měl na videu viditelný šrám na čele ale uvedl, že dozorci se k němu chovají korektně. Dále uvedl, že pokračuje ve spolupráci s vyšetřováním a že nemá problémy se srdcem. To bylo v reakci na prohlášení jeho matky, která původně uvedla, že je v kritickém stavu v nemocnici kvůli srdečním problémům. Rodiče byli ale ze záběrů znepokojeni a usuzují z nich na podezření na zlomený nos, přepudrovanou nateklou tvář, vybité zuby nebo na stopy po škrcení. Cichanouská později uvedla, že Pratasevič je vystaven mučení a týrání a o bití bezpečnostními složkami hovořila i právnička na tiskové konferenci v Tallinnu, která jeho i Sapegaovou navštívila. Podle ruských médií mu hrozí 15 let za mřížemi. Putin o něm uvedl, že je to „bloger absolutně bezvýznamný pro běloruské úřady.“
3. června se Raman Pratasevič opět, už po třetí od zadržení, objevil na videu, které odvysílala běloruská státní televize. Pratasevič se v devadesátiminutovém videu „z vlastní vůle“ doznal k organizování protivládních protestů a řekl, že respektuje vůdce Alexandra Lukašenka. Na konci dlouhého rozhovoru se Pratasevič rozplakal a řekl, že se chce jednou oženit a mít děti.
| „                                                                       | Jsem si téměř jistý, že mě veřejně odsoudí a že ze shromáždění na mou podporu nic nebude. (...) Okamžitě jsem přiznal svou vinu při organizování masivních neoprávněných akcí. (...) Hodně jsem kritizoval Alexandra Grigorjeviče Lukašenka, ale když jsem se začal víc zabývat politickými tématy, začal jsem chápat, že dělá správnou věc, a určitě ho respektuji. | “ |
| — Raman Pratasevič během videa, kde se přiznává k organizování protestů | |   |

Opozice a rodina Prataseviče byly přesvědčeny, že se přiznal pod nátlakem po mučení. Otec uvedl, že by Pratasevič nic podobného neřekl a že ho zlomili a donutili, aby řekl, co chtějí. Běloruské úřady ale už dříve uvedly, že přiznání opozičníků jsou dobrovolná a Prataseviče označily za extremistu, který podněcoval k násilí.
14. června vystoupil Pratasevič na tiskové konferenci běloruského ministerstva vnitra, které tam chtělo vysvětlit svůj zásah v květnu. Pratasevič uvedl, že se cítí skvěle a že nemá žádné stížnosti, že ho nikdo nebil ani se ho nedotkl. K modřinám viditelných na jeho rukách v minulém rozhovoru uvedl, že byly od stahovacích pásek. Zopakoval svůj respekt Lukašenkovi, i když ho nepodporuje, a řekl, že je připraven nést zodpovědnost za své činy. Někteří přítomní reportéři dali svým odchodem najevo, že nepovažují vystoupení za důvěryhodné, mezi nimi například BBC. Novinářka z nestátní zpravodajské agentury BelaPAN Tatjana Korovenkova přímo během konference promluvila k Pratasevičovi slovy „Všemu, co říkáte, nevěřím. Mohu se jen dohadovat, co všechno vám mohli provést. Držte se a přežijte to.“ Byla jediná, kdo se k podobnému kroku odhodlal, přestože sama chápala, že to bylo na hraně novinářské etiky. Uvedla ale, že lidská etika byla v tomto případě důležitější a chtěla dát Pratasevičovi vědět, že ne všichni ho označují za zrádce, jak mu tvrdí vyšetřovatelé. Běloruská propaganda ji obratem odsoudila a propagandistka Ludmila Gladkaja, která zpracovává zprávy pro běloruské státní noviny i televizi, na její účet uvedla, že „má v hlavě piliny.“ Pavel Vondra z Českého rozhlasu okomentoval tuto konferenci jako čistě propagandistickou akci, která měla přesvědčit světovou i domácí veřejnost, že Pratasevič činí upřímné pokání a že lituje chyb.
25. června byl on i jeho přítelkyně převezeni do domácího vězení, každý do svého bytu v Minsku, přičemž obvinění nebyla stažena. Pratasevičův otec Dzmitryj uvedl, že sice se zlepšily podmínky jeho pobytu, ale neví, co se bude dít dál, jelikož úřady ani advokát nekomunikují. Zástupce běloruské opozice a poradce Svjatlany Cichanouské Franak Vjačorka uvedl, že s rodiči mluvil a zjistil, že v pokojích se zadrženými bydlí agenti KGB.

### Osud Sapegaové po zadržení
Přítelkyně a ruská občanka, 23 letá Sofija Sapegaová se podle vůdkyně běloruské opozice v exilu Cichanouské, která měla informace od příbuzných ženy, nacházela nejprve v minské věznici. Ruský konzul v Minsku jí podle Cichanouské odmítl pomoct. 25. května, den po objevení se videa s přiznáním Prataseviče, se objevilo na provládním běloruském kanálu Žoltyje slivy video, na kterém se přiznává tentokrát Sapegaová. Doznala se v něm, že pracovala pro web zveřejňující údaje o běloruských policistech zasahujících při demonstracích v Bělorusku. Hrozilo jí 12 let vězení. Putin na její adresu uvedl, že mu není její osud lhostejný, ale je třeba, aby vyšetřování proběhlo v souladu se zákony a že případný trest si může odpykat v Rusku. Matka Sapegaové Anna Dudičová neměla povoleno se s dcerou setkávat ani kontaktovat a bála se o zdraví a bezpečí dcery. K videu s doznáním dcery uvedla, že je evidentní, že se Sapegaová doznala pod nátlakem, jelikož se nepřirozeně vrtí a obrací oči v sloup. K zatčení uvedla, že je přesvědčená, že důvodem byl její vztah k Pratasevičovi, nikoliv opoziční činnost, které se podle ní nevěnovala. Z videa je patrné, že Sapegaová pronesla doznání velice rychle, nesrozumitelně, nazpaměť a očividně nuceně. O tom, že byl předříkaný text připraven někým jiným, svědčí, že se na jeho začátku Sapegaová identifikuje osobními údaji a potvrzuje, že byla zadržena společně s Pratasevičem 23. května.
25. června byli se svým přítelem převezeni do domácího vězení, každý do svého bytu v Minsku, přičemž obvinění nebyla stažena. Nevlastní otec Sapegaové Sergej Dudič potvrdil její přesun do bytu v Minsku a že ji navštívili, nicméně dál nechtěl situaci komentovat kvůli obavám, že by jí jeho vyjádření mohla uškodit. Dle zástupce běloruské opozice Franaka Vjačorky v pokojích se Sapegaovou i Pratasevičem bydlí agenti KGB.
V prosinci 2021 byla Sapegaová obviněná běloruským vyšetřovacím výborem z podněcování k nenávisti, vyhrožování policistům a porušování zákonů o ochraně osobních údajů. Podle ruského listu Izvestija uzavřela Sapegaová s vyšetřovateli dohodu o spolupráci při vyšetřování, na základě které jí za tato obvinění hrozí 6 místo obvyklých 12 let vězení. Kromě spolupráce s vyšetřovateli Sapegaová promluvila také ve státní televizi nebo napsala žádost o milost prezidentovi Lukašenkovi. Dle svého otce chtěla dosáhnout vyhoštění do Ruska a aby se její případ vůbec nedostal před soud.
Na konci března začal se Sapegaovou soud u oblastního soudu ve městě Grodno, který se vzhledem k probírání „extremistických materiálů“ odehrával za zavřenými dveřmi, tedy s vyloučením veřejnosti i médií. Sapegaová byla obžalobou obviněna z organizace akcí hrubě porušujících veřejný pořádek, vyvolávání sociální záště, výhrůžek násilí na adresu úředních činitelů, šíření pomluv, bránění novinářům v práci a nezákonného sběru osobních údajů. Soud v květnu 2022 poslal Sapegaovou na 6 let do vězení.

## Reakce a diplomatická krize

### Světové odsouzení
Ihned po incidentu označili ředitel společnosti Ryanair Michael O’Leary a také irský ministr zahraničí Simon Coveney běloruský postup za státem podporované pirátství.
Proti únosu letadla a obou zadržených se ostře ohradilo i Řecko, z kterého let startoval. Náměstek řeckého ministra zahraničí Militadis Varvitsiotis uvedl, že Lukašenkův režim funguje podle sovětských šablon ze 70. a 80. let, které v roce 2021 nemohou být tolerovány. Další citovaný, nejmenovaný pracovník řeckého ministerstva vnitra, řekl, že Řecko se nebude v souvislosti s incidentem vyhýbat povinnosti ochránit svoje hosty a občany, přitom ale v epicentru tohoto politického incidentu být nechce.
Litva, která patřila mezi nejostřejší kritiky události a na jejímž území byla původní cílová destinace letadla, se začala angažovat už během incidentu. Litevské ministerstvo zahraničí si předvolalo běloruského velvyslance a po Bělorusku požadovalo okamžité propuštění všech cestujících a posádky letu společnosti Ryanair. Litevský prezident Gitanas Nausėda označil událost únosu letadla a zatčení aktivisty za bezprecedentní s tím, že viníkem je běloruský režim a že požaduje okamžité propuštění Ramana Prataseviče a navrácení do Litvy. Litevský ministr zahraničí Gabrielius Landsbergis označil událost za „teroristický útok nejen na běloruskou opozici, ale také na dvanáct států EU, jejichž občané byli na palubě letadla“. Litevské ministerstvo zahraničí vyhostilo dva běloruské diplomaty, jejichž aktivity byly podle něj „neslučitelné“ s diplomatickým statusem, a vyjádřilo nesouhlas s potlačováním občanské společnosti a nezávislých médií v Bělorusku. Bělorusko bezprostředně označilo za nežádoucí dva litevské diplomaty v Minsku.
Krátce po incidentu se odehrál evropský summit, na kterém premiéři a prezidenti zemí EU incident důrazně odsoudili a vyzvali k okamžitému propuštění opozičníka. Na summitu se dohodli na ekonomických a leteckých sankcích. Už předtím incident ostře odsoudily evropské země jako Velká Británie, Francie, Německo, Polsko, Estonsko, Slovensko nebo Lotyšsko.
Odklonění letu a zadržení Prataseviče a jeho partnerky odsoudily země G7 jako bezprecedentní a vyzvaly k okamžitému a bezpodmínečnému propuštění zadržených. Avizovaly zlepšit úsilí o vymáhání „zodpovědnosti“ za činy Běloruska. Kroky podle nich ohrozily bezpečnost pasažérů letu a navíc šlo o vážný útok na pravidla regulující civilní letectví.
Spojené státy americké vyzvaly Bělorusko k umožnění nezávislého prošetření nuceného přistání letadla a k propuštění všech politických vězňů a umožnění dialogu s opozicí, aby mohlo dojít k vyhlášení svobodných a spravedlivých prezidentských voleb v Bělorusku. USA také přišly s dalšími sankcemi. Biden označil zatčení novináře za urážku mezinárodních norem.
Běloruský postup ostře odsoudilo také NATO. Zvláštní zpravodajka OSN Anais Marinová sdělila na začátku července Radě pro lidská práva v Ženevě, že v Bělorusku dochází k ke zhoršování situace a že vynucené přistání civilního dopravního letadla v Minsku kvůli zatčení opozičního novináře ukazuje přání běloruské vlády ukončit odpor a odlišné smýšlení v jakékoliv podobě. „Jde o formu očisty, která připomíná praktiky totalitních států,“ uvedla.
Premiér Andrej Babiš uvedl, že událost vykazuje známky státního terorismu a že je potřeba, aby byla Evropa tvrdá. Ministr zahraničí Jakub Kulhánek vyzval k propuštění Prataseviče a vyjádřil přesvědčení, že Evropa by měla vyslat jasný signál, že je tento postup naprosto nepřijatelný. Šéfredaktoři a redaktoři více než dvaceti českých médií a profesních organizací vyzvali představitele ČR a EU, aby udělali vše pro ochranu a záchranu běloruských novinářů. Poslanecká sněmovna přijala usnesení, v kterém událost odsoudila s tím, že nese rysy únosu civilního letadla, a vyzvala k okamžitému propuštění obou zadržených. Sněmovna v usnesení vyzvala vládu k jednoznačné podpoře účinných evropských opatření, mezi něž navrhla kromě leteckých a ekonomických opatření také vyloučení Běloruska z Interpolu nebo vyhoštění deklarovaných zástupců běloruské zpravodajské služby KGB z území států EU.

### Letecká opatření
Některé aerolinky, jako Air France, AirBaltic, Austrian Airlines či Wizz Air, se začaly hned po incidentu vyhýbat vzdušnému prostoru Běloruska. Litevské úřady vydaly zákaz leteckého cestování ze země či do země přes běloruský vzdušný prostor.
Následně se o omezení letecké dopravy do Běloruska dohodli i lídři států EU a evropské země postupně začaly rušit linky do Běloruska a přelety nad ním a přestaly přijímat běloruská letadla na svých letištích. K zákazu přeletu běloruského vzdušného prostoru se přidaly ještě Singapore Airlines a ukrajinské aerolinky, ty na základě vládního zákazu. 29. května už bylo pro běloruskou společnost Belavia zavřeno nebe nad všemi okolními státy kromě Ruska, tedy nad Polskem, Litvou, Lotyšskem a Ukrajinou. Belavia tak mohla létat jen do Ruska nebo do dalších destinací přes ruský vzdušný prostor. K 3. červnu musela Belavia přerušit spojení s 20 zeměmi a přišla o dvě třetiny svých spojů. Zůstaly jí pouze spoje do Zakavkazska, Střední Asie, Turecka, Izraele a Spojených arabských emirátů. Lukašenko s Putinem a následně ministerstva dopravy obou zemí spolu dojednaly, že by mohla Belavia rozšířit svoje spoje do destinací v Rusku, čímž by nahradila svoje ztráty. Lukašenko navrhl například Krym, jehož připojení k Rusku přitom dosud neuznal. Proti tomu se uhradila Ukrajina a pohrozila Bělorusku zavedením sankcí, pokud ke spojení dojde. 4. června schválili velvyslanci členských zemí Evropské unie celounijní zákaz běloruských aerolinií vstupovat do unijního vzdušného prostoru a přistávat na unijních letištích, zákaz začal platit 5. června.

### Finanční a obchodní sankce
Den po incidentu se lídři států Evropské unie dohodli na dalším kole sankcí pro Bělorusko, tentokrát na lidi spojené s vynuceným přistáním a na další osoby a firmy podporující běloruský režim. Necelý měsíc po tom, 21. června, dosáhly ministři zahraničí zemí Evropské unie shody nad konkrétními sankcemi, a na dosavadní sankční seznam tak přibylo v rámci tohoto čtvrtého kola sankcí dalších 78 běloruských činitelů včetně Lukašenkova syna Dzmitryje a manželky jeho druhého syna Viktara - Liliji, některých ministrů, prokurátorů, soudců nebo univerzitních rektorů, a k tomu také 8 organizací. Šlo tak o dosud nejcitelnější kolo sankcí, po kterém se rozrostl sankční seznam na 166 lidí a 15 institucí, a bylo to vůbec poprvé, kdy Unie přistoupila k sektorovým sankcím vůči běloruským firmám s cílem postihnout důležité součásti běloruské ekonomiky, jako je bankovnictví, ropný průmysl, tabákový průmysl a především produkci potaše. Zároveň se Unie shodla na poskytnutí hospodářské pomoci Bělorusku, pokud zanechá represí vůči opozici a propustí politické vězně. Ve středu 7. července 2021 v 18 hodin rozšířila v souvislosti s tímto případem svoje sankce také švýcarská vláda, která na sankční seznam přidala 78 jednotlivců a 7 organizací.
Své sankce v souvislosti s incidentem oznámily krátce po incidentu také Spojené státy americké, které obnovily na začátku června 2021 sankce proti devíti běloruským firmám vlastněným státem a uvažovaly o dalších sankcích proti představitelům běloruské vlády po konzultaci s EU a dalšími partnery. Sankce USA vešly v platnost 3. června a Bělorusko reagovalo ještě téhož dne předvoláním amerického chargé d'affaires, kterému představilo odvetná opatření v podobě omezení amerických diplomatů a souvisejícího personálu, zpřísnění vízových procedur, omezení práce dočasně působících amerických odborníků v Bělorusku a zrušení rozhodnutí ohledně působení americké Agentury pro mezinárodní rozvoj v Bělorusku. Po uvalení sankcí EU 21. června americké ministerstvo financí oznámilo, že se k EU přidají USA s dalším balíkem sankcí kvůli stoupajícím násilnostem a represím. Šestnáct činitelů blízkých Lukašenkovi, a pět právnických osob zapsalo na černou listinu.
Ke koordinovanému kroku sankcí EU a USA z 21. června se také připojila Kanada a Velká Británie. Velká Británie uvalila sankce na 7 osob a jeden podnik a 4 lidi a 1 právnickou osobu zapsala na černou listinu vzhledem k pokračujícímu potlačování demokracie a lidských práv. Kanada uvalila ve stejný den sankce proti 17 lidem a 5 podnikům, s odůvodněním, že v Bělorusku dochází k vážnému a systematickému porušování lidských práv.
Na začátku června 2021, ještě před dalším kolem sankcí z 21. června, odhadlo Bělorusko celkové škody v souvislosti s plánovanými obchodními a finančními sankcemi Západu na maximálně 2,9% HDP a předseda vlády Raman Haloučanka v souvislosti s tím avizoval odvetná opatření v podobě omezení západního zboží, přechodu na asijské technologie nebo omezení západních investic do běloruského trhu.
25. června vyšla zpráva o tom, že byli Sapegaová i Pratasevič přemístěni z vyšetřovací vazby do domácího vězení. Opozice měla za to, že tím chce Bělorusko dosáhnout zmírnění západních sankcí z 21. června. K tomu Bělorusko v reakci na sankce zřejmě uvolnilo hranice s Litvou, která byla útočištěm běloruské opozice, a organizovaně posílalo do Litvy imigranty. Ty svážely letouny Boeing 777 běloruské státní cestovní agentury Centrkurort z Bagdádu a Istanbulu, kde jim byla nabízena cesta do Evropy.

### Vyšetřování ICAO
Irsko, v kterém je registrována společnost Ryanair provozující odkloněný let, 27. května požádalo Mezinárodní organizaci pro civilní letectví OSN o nezávislé vyšetření incidentu podle článku 55e úmluvy rady této organizace a organizace mu po mimořádném zasedání vyhověla. Po tomto vyšetřování volala krátce po incidentu i běloruská opoziční vůdkyně Svjatlana Cichanouská. Spojené státy americké vyzvaly Bělorusko k umožnění nezávislého prošetření incidentu.

### Dopad na hokejové mistrovství
Politická rozepře pronikla také do hokejového světa. Hned druhý den po incidentu, 24. května, nechal starosta lotyšské Rigy Martinš Stakis a lotyšský ministr zahraničních věcí Edgars Rinkevičs v souvislosti s incidentem vyměnit běloruskou vlajku, která visí v centru Rigy v souvislosti s tam probíhajícím mistrovstvím ledního hokeje, za bílo-červeno-bílý prapor, který používá tamní opozice a symbolizuje vzdor proti Lukašenkovu režimu. Ještě týž den v reakci na to Bělorusko vyhostilo lotyšského velvyslance v Minsku i všechny zaměstnance ambasády vyjma jednoho člověka, a Lotyšsko kontrovalo a vyhostilo běloruského velvyslance a další zaměstnance ambasády. Prezident Mezinárodní hokejové federace (IIHF) René Fasel následně zaslal starostovi Rigy dopis, v němž se ohradil proti stažení vlajky Běloruska kvůli politickému prohlášení a požádal o stažení vlajky IIHF na daném místě kvůli její apolitičnosti, nebo o navrácení původní vlajky. Starosta následně napsal na Twitter, že si museli vybrat mezi diktátorem a lidem toužícím po svobodě, a poroto stáhli vlajku IIHF. K tomu došlo hned druhý den. Postoj Rigy pak podpořila Cichanouská.

### Ruská pozice
Jediným zastáncem Běloruska se v tomto konfliktu stalo Rusko. To vyjádřilo politování nad „uspěchaným“ rozhodnutím summitu Evropské unie. Mluvčí ruské diplomacie Marija Zacharovová označila reakci Západu za nepochopitelnou „hysterii“ s tím, že podle ní v posledních letech došlo k několika případům vynuceného přistání letadel z různých zemí ze strany Západu, a to i z politických důvodů. Mluvčí Vladimira Putina Dmitrij Peskov uvedl, že „vyhýbat se území dosti velké země uprostřed Evropy je pro jakoukoli leteckou společnost velice nákladné.“ 27. května ruské úřady v rámci solidarity s Běloruskem v tomto sporu odmítly povolit let rakouských aerolinek Austrian Airlines z Vídně do Moskvy, kvůli jeho alternativní trase, kterou chtělo obletět vzdušný prostor Běloruska, což je důsledek rozhodnutí EU se Bělorusku po incidentu vyhýbat. Ze stejného důvodu ruské úřady odmítly také let dopravce Air France z Paříže do Moskvy, ten byl zrušen i následující den. 28. května ale ruské úřady uvedly, že v případě neudělení povolení šlo jen o technické problémy, kdy musely zpracovat velké množství žádostí v souvislosti s úpravou trasy letadel kvůli vyhnutí se běloruskému vzdušnému prostoru, a že přílety těchto letadel v nejbližší době povolí. Problémy s udělením povolení ale pokračovaly a v dalším týdnu se rozšířily i na německou Lufthansu, která musela 2. června zrušit dva lety. Německo následně přestalo vydávat recipročně povolení ruskému Aeroflotu a S7, načež Rusko rychle lety povolilo.
28. května navštívil Lukašenko Putina v Soči, kde měli hovořit o ekonomických záležitostech a záležitostech postupné integrace obou zemí. Putin v úvodu setkání označil reakci západu za „vzplanutí emocí“ a pozval Lukašenka zaplavat si do moře. Lukašenko přivezl podle svých slov Putinovi dokumenty ohledně Pratasevičova případu, které mu „pomohou pochopit, co se děje a co je to za lidi“ a že se jedná o pokus dostat situaci až na úroveň srpnových demonstrací po posledních prezidentských volbách. Týden po incidentu, 31. května 2021, ruská tajná služba FSB zatkla bývalého ředitele organizace Otevřené Rusko, Alexeje Piovarova, když zastavila v Petrohradu letadlo do Varšavy a vyvedla ho ven. Letadlo už bylo na vzletové a přistávací dráze. Opozičník byl podezřelý z činností spojených s takzvanou nežádoucí organizací. Stalo se tak jen 4 dny poté, co Otevřené Rusko ohlásilo ukončení činnosti v souvislosti s chystaným zpřísněním zákona, podle nějž by mohlo hrozit za nežádoucí činnost až šest let vězení. Chodorkovskij, zakladatel Otevřeného Ruska, přirovnal toto zatčení k zatčení Prataseviče.
Šéf britské diplomacie Dominic Raab uvedl, že „je těžké si představit, že Rusko nebylo do incidentu nějak zapleteno, třeba jen svým souhlasem.“ Ve stejném duchu reagoval generální tajemník NATO Jens Stoltenberg: „Víme o velmi úzkém vztahu mezi Ruskem a Běloruskem, a proto je těžké uvěřit, že by režim v Minsku mohl něco takového udělat bez jakékoli koordinace s Ruskem.“ Zapojení Ruska do incidentu následně popřel Dmitrij Peskov i Vladimir Putin, který prohlásil: „Nějaký Raman Pratasevič, nemám tušení, kdo to je, a nechci to vědět.“ Na dotaz novináře, zdali by byl schopen nařídit únos komerčního letu například z Londýna do Thajska, pokud by věděl, že na palubě je takto hledaná osoba, se Putin jen „uchechtl“ a odpověděl „neřeknu“, čímž vyvolal v sále smích.

### Další reakce
Rodiče Prataseviče, kteří se před pronásledováním účastníků protestů proti autoritářskému prezidentovi Alexandru Lukašenkovi uchýlili do Varšavy, požádali na tamní tiskové konferenci světové činitele, Evropskou unii a Spojené státy, aby pomohli s osvobozením jejich syna.
O víkendu 29. až 30. května se konaly na Ukrajině, v Litvě, Polsku nebo v České republice občanské protesty na podporu běloruských politických vězňů včetně Prataseviče. Zúčastnilo se jich tisíce lidí.

### Obvinění ze vzdušného pirátství
V lednu 2022 vyšla zpráva OSN, kde vyšetřovatelé dospěli k závěru, že informace o bombové hrozbě byla lživá s účelem donutit stroj k přistání a následně zatknout oba disidenty. Spojené státy několik dní po tom obvinily čtyři běloruské představitele ze vzdušného pirátství, jelikož použili lživé tvrzení o hrozbě pumového útoku k odkloněn letu Prataseviče, na kterém byly z celkové stovky cestujících i čtyři Američané. Porušeny byly podle obžaloby americké zákony i mezinárodní standardy. Obviněni byli ředitel běloruského státního úřadu pro řízení letového provozu Leonid Čuro, jeho zástupce Oleg Kazjučik a dva příslušníci KGB. Jde o běloruské občany, kteří se nacházejí v Bělorusku a jsou tedy vedeni jako na útěku. Před americkým soudem jim hrozí doživotní trest. Podle obvinění předal Čuro informaci o hrozbě bombového útoku osobně leteckému dispečerovi a čekal přitom až letadlo vlétne do běloruského vzdušného prostoru. V zápise byla hrozba uvedena později, než se o ní dozvěděla posádka, a Kazjučik se potom pokusil záznamy zfalšovat a nesrovnalost zamaskovat, stejně jako informace o zapojení bezpečnostní služby. Některé informace získali vyšetřovatelé od dispečera Olega Galegova, který zajišťoval komunikaci s posádkou a který krátce po únosu letadla odešel do zahraničí.